# Moca fungosa
Moca fungosa är en fjärilsart som beskrevs av Edward Meyrick 1914. Moca fungosa ingår i släktet Moca och familjen Immidae. Inga underarter finns listade i Catalogue of Life.